# Actun Tunichil Muknal
Actun Tunichil Muknal er en grotte i Belize, der huser en række ofringer tilbage fra maya-tiden. Grotten blev opdaget i 1989 og åbnet for offentligheden i 1998, dog kun gennem et par certificerede operatører. 
I grotten finder man en lang række ofringer, der blev foretaget af mayaerne for mere end 1000 år siden. Der er bl.a. en lang række rester fra diverse skeletter og et komplet skelet af en teenagepige.
| Historie | Spire Denne historieartikel er en spire som bør udbygges. Du er velkommen til at hjælpe Wikipedia ved at udvide den. |

17°11′24″N 88°29′52″V / 17.189878°N 88.49765°V